# Загорново (Ногинский район)
Заго́рново — деревня в Богородском городском округе Московской области России, входит в состав городского поселения Ногинск.

## Население
| 1852 | 1859 | 1890 | 1926 | 2002 | 2006 | 2010 |
| ---- | ---- | ---- | ---- | ---- | ---- | ---- |
| 129  | ↗186 | ↘83  | ↗302 | ↘104 | ↗165 | ↘119 |

## География
Деревня Загорново расположена на востоке Московской области, в центральной части Богородского городского округа, примерно в 37 км к востоку от Московской кольцевой автодороги и 3 км к югу от центра города Ногинска, в 1 км к северо-востоку от пересечения Горьковского шоссе М7 с Московским малым кольцом А107.
Рядом с деревней проходят пути тупикового ответвления Фрязево — Захарово Горьковского направления Московской железной дороги, в 12 км к югу — Носовихинское шоссе. Ближайший сельский населённый пункт — деревня Клюшниково.
Связана автобусным сообщением с городами Ногинском и Электросталью (маршруты № 20, № 23), посёлком Фрязево и рабочим посёлком имени Воровского (маршруты № 42, № 49).

## История
В середине XIX века деревня относилась ко 2-му стану Богородского уезда Московской губернии и принадлежала коллежскому секретарю М. А. Бехтиной и коллежскому советнику Е. Н. Щелкан. В деревне был 21 двор, крестьян 63 души мужского пола и 66 душ женского.
В «Списке населённых мест» 1862 года Ламинское (Загорнаго) — владельческая деревня 2-го стана Богородского уезда Московской губернии по правую сторону Владимирского шоссе (от Богородска), в 3 верстах от уездного города и 25 верстах от становой квартиры, при колодце, с 21 двором и 186 жителями (90 мужчин, 96 женщин).
По данным на 1890 год — деревня Шаловской волости 2-го стана Богородского уезда с 83 жителями.
В 1913 году — 42 двора.
По материалам Всесоюзной переписи населения 1926 года — центр Загорновского сельсовета Пригородной волости Богородского уезда в 1,1 км от станции Богородск Нижегородской железной дороги, проживало 302 жителя (141 мужчина, 161 женщина), насчитывалось 91 хозяйство, из которых 38 крестьянских.
С 1929 года — населённый пункт Московской области в составе:
- Загорновского сельсовета Богородского района (1929—1930)[16],
- Загорновского сельсовета Ногинского района (1930—1954, 1957—1959)[17][18],
- Афанасово-Шибановского сельсовета Ногинского района (1954—1957)[19],
- Аксёно-Бутырского сельсовета Ногинского района (1959—1963, 1965—1994)[18][20],
- Аксёно-Бутырского сельсовета Орехово-Зуевского укрупнённого сельского района (1963—1965)[21],
- Аксёно-Бутырского сельского округа Ногинского района (1994—2006)[20],
- городского поселения Ногинск Ногинского муниципального района (2006—2018)[22][23] и Богородского городского округа (2018 — наст.вр.)[24].